# Ruhestetter Ried
Das Gebiet Ruhestetter Ried ist ein mit Verordnung vom 20. September 1996 des Regierungspräsidiums Tübingen ausgewiesenes Naturschutzgebiet (NSG-Nummer 4.271) im Norden der baden-württembergischen Gemeinde Herdwangen-Schönach sowie im Süden der Gemeinde Wald im Landkreis Sigmaringen in Deutschland.

## Lage
Das rund 132 Hektar große Naturschutzgebiet Ruhestetter Ried gehört naturräumlich zum Oberschwäbischen Hügelland. Es liegt etwa drei Kilometer nordwestlich der Herdwanger und 5,3 Kilometer südlich der Walder Ortsmitte (Gemarkung Ruhestetten) auf einer Höhe von 640 bis 655 m ü. NN

## Schutzzweck
Wesentlicher Schutzzweck des Naturschutzgebietes ist die Erhaltung und die Aufwertung eines Niedermoorkomplexes als
- Lebens‑ und Rückzugsraum einer artenreichen und gefährdeten Pflanzen‑ und Tierwelt, insbesondere der Glazialreliktarten
- Landschaftsteil von besonderer landschaftlicher Schönheit
- wichtiger Bestandteil im Feuchtgebietsverbund im Talzug der Linzer Aach.[1]

### Partnerschutzgebiete
Das Ruhestetter Ried grenzt im Norden und Osten an das Landschaftsschutzgebiet „Ruhestettener Ried“ (4.37.005 und 4.37.040) und ist Teil des FFH-Gebiets „Riede und Gewässer bei Mengen und Pfullendorf“.

## Flora und Fauna
Trotz der menschlichen Eingriffe konnte sich im Ruhestetter Ried manch botanische Rarität halten, und auch die Tierwelt weist hier noch immer ein breites Spektrum von Arten auf: 35 verschiedene Vögel, rund 40 Tagfalter-, 14 Heuschrecken- und 19 Libellenarten wurden bislang in diesem wertvollen Lebensraum nachgewiesen.

### Flora
- Asternartige (Asterales)
  - Nickender Zweizahn (Bidens cernuus)
- Doldenblütlerartige (Apiales)
  - Kümmelblättrige Silge (Selinum carvifolia)
  - Wald-Engelwurz (Angelica sylvestris)
- Lippenblütlerartige (Lamiales)
  - Gemeiner Hohlzahn (Galeopsis tetrahit)

### Fauna
Folgende, nach Klassen, Ordnungen und Arten sortierte Tierarten (Auswahl) sind im Ruhestetter Ried erfasst:
- Amphibien (Amphibia) oder Lurche
  - Froschlurche (Anura)
    - Erdkröte (Bufo bufo)
    - Grasfrosch (Rana temporaria)
    - Kleiner Wasserfrosch (Rana lessonae)
    - Teichfrosch (Rana kl. esculenta)

  - Schwanzlurche (Caudata)
    - Bergmolch (Triturus alpestris)
    - Teichmolch (Triturus vulgaris)
- Insekten (Insecta), auch Kerbtiere oder Kerfe genannt
  - Hautflügler (Hymenoptera)
    - Feldwespe (Polistes spec.)
    - Hornisse (Vespa crabro)
    - Sandhummel (Bombus veteranus)

  - Heuschrecken (Orthoptera)
    - Kleine Goldschrecke (Chrysochraon brachyptera)
    - Sumpfgrashüpfer (Chorthippus montanus)
    - Wiesengrashüpfer (Chorthippus dorsatus)

  - Libellen (Odonata)
    - Blauflügel-Prachtlibelle (Calopteryx virgo)
    - Blaugrüne Mosaikjungfer (Aeshna cyanea)
    - Große Königslibelle (Anax imperator)
    - Hufeisen-Azurjungfer (Coenagrion puella)
    - Kleine Königslibelle (Anax parthenope)
    - Torf-Mosaikjungfer (Aeshna juncea)

  - Schmetterlinge (Lepidoptera) oder Falter
    - Aurorafalter (Anthocharis cardamines)
    - Brauner Waldvogel, auch Schornsteinfeger (Aphantopus hyperantus)
    - Gammaeule (Autographa gamma)
    - Grünader-Weißling (Artogeia napi)
    - Kaisermantel (Argynnis paphia)
    - Landkärtchen (Araschnia levana)
- Reptilien (Reptilia) oder Kriechtiere
  - Schuppenkriechtiere (Squamata)
    - Waldeidechse (Lacerta vivipara)